# Што си рано заспала
„Што си рано заспала“ је албум Мирослава Илића из 1999. године. На њему се налазе следеће песме:
1. Што си рано заспала
2. Кажу све преболећу
3. Чујете ли икад
4. Ти си права жена
5. Кафана је затворена
6. Ја знам да подносим бол
7. Не куните ништа
8. Чутурица
9. Бригу своју брини
10. Мислиш да је мени лако
11. Поломићу чаше од кристала
12. Није живот једна жена